# 即決!ワケありネェさんEX
『即決!ワケありネェさんEX』（そっけつ わけありねえさんえくすとら）は、2011年4月18日から2012年3月19日までフジテレビ系列の月曜日（26:00～26:25〈JST〉）枠で放送された通販番組、バラエティ番組。

## 概要
通販番組の王道である、商品をスタジオで紹介し出演者が必ず褒めちぎるというオーソドックスな展開&流れを払拭した、視聴者目線で商品を紹介するバラエティ通販番組。「ワケあり」をキーワードに、最近の気になる“スポット”や“人物”に関するロケを実施し、眞鍋かをりとダイアナ・エクストラバガンザが、ディノスの気になるグッズを鋭く見極め、「ホントに優れているか」「ホントにほしい商品か」を視聴者に考えさせる内容になっている。元々、ディノスでは「ワケありオバさんが行く」という特番が組まれていて真鍋らはそちらの出演者であった。

## 出演者

### MC
- 眞鍋かをり
- ダイアナ・エクストラバガンザ
- 榎並大二郎（フジテレビアナウンサー）

### その他
- セリー（ディノス ショッピングアドバイザー）
- 大桃美代子（常連ゲスト）

## ワケありオバさんシリーズ
- ワケありオバさんが行く!通販大ヒット商品一挙大放出ツアー（2010年12月25日）
  - ワケありオバさん：柴田理恵、松居直美、国生さゆり、眞鍋かをり

- ワケありオバさんが行くIN韓国〜美容大国韓国コスメ大放出SP〜（2011年7月2日）
  - ワケありオバさん：大桃美代子、北斗晶、国生さゆり、ダイアナ・エクストラバガンザ

- ワケありオバさん!2011通販メガヒット商品!人気の理由検証＆おねだりツアー（2011年12月26日）
  - ワケありオバさん：柴田理恵、国生さゆり

- ワケありオバサン!dinosメガヒットアイテム!ヒットの理由検証＆おねだりツアー3（2012年12月8日）
  - ワケありオバさん：奈美悦子、さとう珠緒、虻川美穂子（北陽）、眞鍋かをり

- ワケありオバさん4〜2013年売れ筋ベストアイテム大放出スペシャル〜（2014年2月3日）
  - ワケありオバさん：ハイヒールリンゴ、麻木久仁子、松居直美、中澤裕子
  - リポーター：やしろ優、安田大サーカス

- ワケありオバさん5〜売れ筋アイテム大放出SP〜（2014年12月13日）
  - ワケありオバさん：秋野暢子、久保田磨希、菊池麻衣子、熊田曜子、
  - リポーター：やしろ優、みかん、じゅんいちダビッドソン

- ワケありオバサン!6〜爆売れアイテム総決算SP〜（2015年12月24日）
  - MC：木下隆行（TKO）
  - ワケありオバさん：井森美幸、小島奈津子、石川梨華
  - リポーター：谷澤恵里香、じゅんいちダビッドソン、浅野智秋（どるとんず）